# Hvid snerre
Hvid snerre (Galium mollugo) er en flerårig, 25-120 centimeter høj plante i krap-familien. Den er opret eller nedliggende med opsvulmede bladfæster. Bladene er smalt lancetformede eller omvendt ægformede med (6-)8 i hver krans. Den hvide krone er 2-5 millimeter i diameter med brodspidsede kronflige. Frugten er jævn. Hvid snerre er oprindelig udbredt i Europa, Vestasien og Nordasien, men er indslæbt til Nordamerika og Østasien. Dens store udbredelse i f.eks. Danmark skyldes, at den er blevet udsået med urent græs- og kløverfrø. Fra græsmarker har den siden spredt sig til vejkanter og udyrkede områder.
I Danmark er hvid snerre almindelig på skrænter, vejkanter, overdrev og i skovbryn. Den blomstrer i juni til august.

## Hybrider
Hvid snerre kan danne hybrider med gul snerre som den ofte vokser sammen med. De har gulhvide blomster og blade, der er lidt bredere end de linjeformede blade hos Gul Snerre.